# Onthophagus bindaree
Onthophagus bindaree là một loài bọ cánh cứng trong họ Bọ hung (Scarabaeidae).